# 趙炳玉
趙炳玉（조병옥，1894年5月21日—1960年2月15日），號維石（유석），韓國独立運動家、經濟學者、政治家。他是駐朝鮮美軍政廳时期的警務部長和大韓民國內務部第5任部長（1950年7月-1951年5月）。

## 生平
忠清南道天安市出身、公州永明学校学历，1911年平壌崇实学校毕业。1914年延禧専門学校毕业後赴美国哥伦比亚大学攻读政治经济学。归国後担任延禧専門学校専任講師，因反对教育方針而辞職、1927年担任新幹会創立委員和財政总務，1929年因背後操縱光州学生獨立運動而被逮捕，入狱3年。1937年因修养同友会事件被再次逮捕入狱2年。
1945年8月朝鮮光復後，与宋鎮禹、張德秀等参与组建韓国民主党。担任美軍政厅警務部長期间，组建韓国警察部队，致力于揭发左翼勢力。

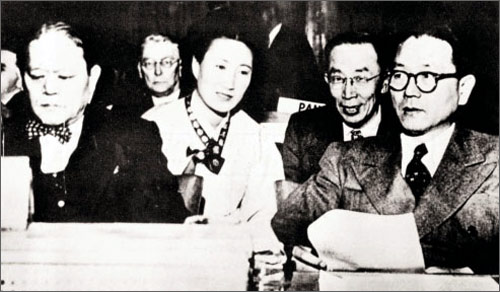
韓國政府的承認運動、1948年12月

1948年作为总统特使和韓国代表出席联合国大会。1950年朝鮮战争爆发，他作为内務部長死守大邱。此後因与李承晩总统意見衝突而辞職，成为反李承晩勢力的主要人物。
1954年大韓民国第3届总选舉、1958年第4届总选舉中当選国会议员。1956年当选民主党代表最高委員，1959年11月获得民主党总统候选人提名（副总统候选人张勉），参加总统选举，12月发病，翌年1960年1月末赴美治療，2月15日在美国陸軍醫院死于癌症。
金大中的民主化運動与赵炳玉有关联，現在自由先進党所属的国会議員趙舜衡是其第三子。

## 著作
- 我的回顧錄（나의 회고록）
- 民主主義與我（민주주의와 나）
- 民族運命的岐路（민족 운명의 기로）

## 外部連結
- 趙炳玉:大韓民國 國會[永久] 
- 趙炳玉 （页面存档备份，存于） 
- 역사평가 삐거덕대는 조병옥[] 한겨레 2003.12.22 
- [명문家를 찾아서] 천안 병천면 용두리 조병옥家[永久] 중앙일보 2009.05.25 